# NGC 873
NGC 873 ist eine Spiralgalaxie mit ausgedehnten Sternentstehungsgebieten vom Hubble-Typ Sc im Sternbild Walfisch südlich der Ekliptik. Sie ist schätzungsweise 179 Millionen Lichtjahre von der Milchstraße entfernt und hat einen Durchmesser von etwa 85.000 Lj.
Im selben Himmelsareal befinden sich u. a. die Galaxien IC 217.
Das Objekt wurde von William Herschel am 27. November 1785 mithilfe eines 18,7-Zoll-Teleskops entdeckt.